# Luigi Russo (politico)
Luigi Russo (Verona, 28 settembre 1882 – Roma, 20 dicembre 1964) è stato un prefetto, politico e generale italiano.

## Biografia
Diplomato al liceo classico, prese parte come ufficiale dei bersaglieri alla prima guerra mondiale (in cui venne anche ferito) ottenendo due volte la Medaglia d'argento al valor militare. Uscito dal conflitto col grado di colonnello, fu in seguito membro del Direttorio nazionale dell'Associazione nazionale combattenti (di cui sarà commissario dal 1925 al 1927).
Nel 1922 aderì al Partito Nazionale Fascista con cui fu eletto deputato alle elezioni politiche del 1924. Successivamente operò per pochi mesi come Podestà di Udine (dal 6 febbraio al 22 settembre 1927). Fu quindi Prefetto a Chieti (dal 16 settembre 1927 al 1º agosto 1932), La Spezia (1º agosto 1932 - 25 luglio 1935) e Forlì (25 luglio - 4 ottobre 1935). Console della M.V.S.N. nel 1923, nel 1929 divenne console generale, e Luogotenente generale dal gennaio 1936,, nel 1935 divenne Capo di stato maggiore della Milizia fino al 1939.
Membro del direttorio nazionale del PNF, tornò in Parlamento nel 1939 nella Camera dei fasci e delle corporazioni. Fu Sottosegretario di Stato alla Presidenza del Consiglio dei ministri del governo Mussolini dal 31 ottobre 1939 al 6 febbraio 1943 , giorno in cui Vittorio Emanuele III di Savoia lo nominò Senatore del Regno. Aderì alla RSI, dove fu commissario dell'Opera nazionale combattenti.
Deferito all'Alta Corte di Giustizia per le Sanzioni contro il Fascismo il 7 agosto 1944, il 22 marzo 1945 perse lo scranno a Palazzo Madama: Russo fece ricorso contro questa sentenza, ma il suo procedimento giudiziario si concluse il 22 luglio 1948 con il rigetto della sua domanda.

## Onorificenze

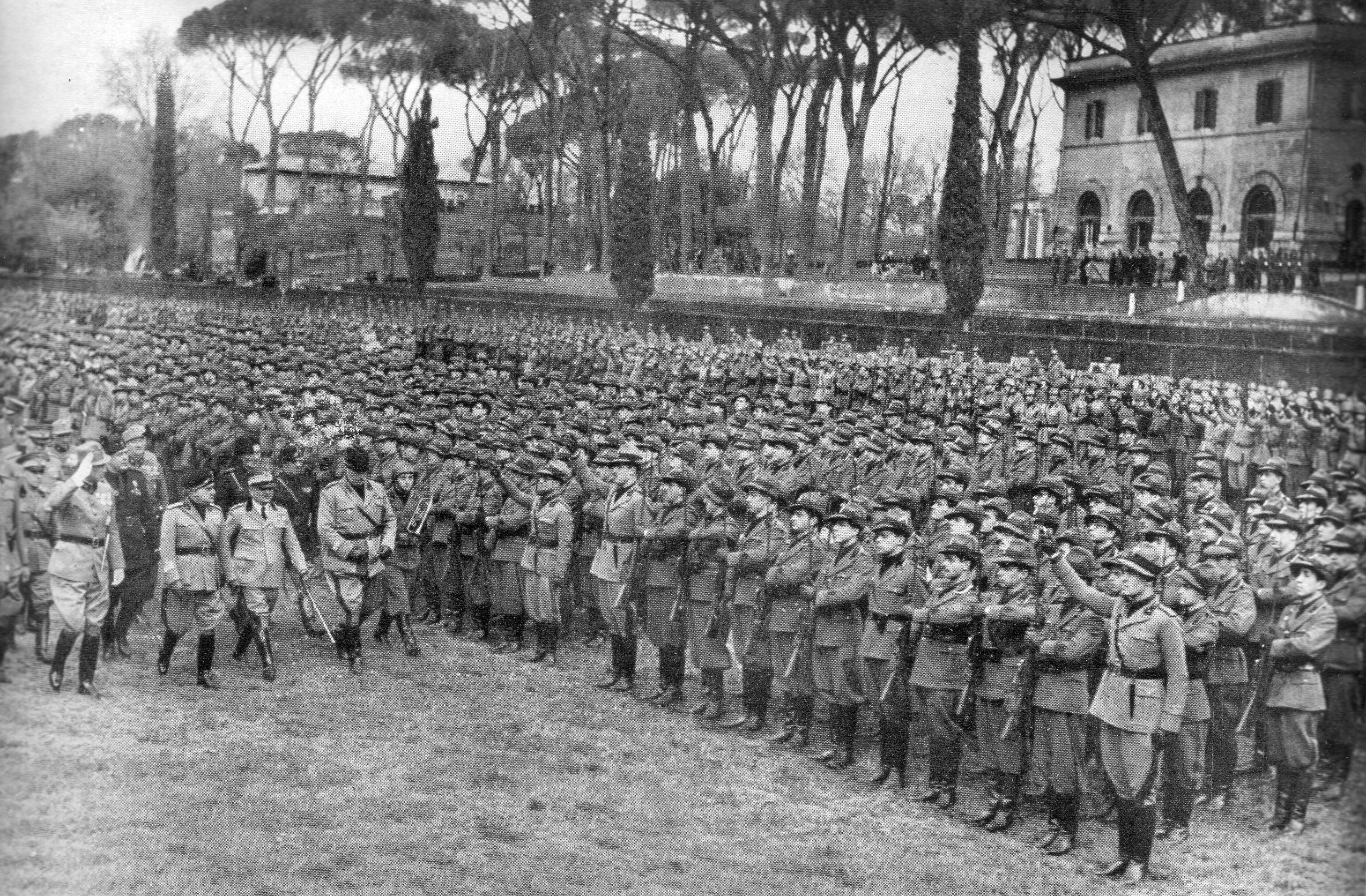
Marzo 1936 Luigi Russo e Federico Baistrocchi passano in rassegna un reparto della MVSN